# 146 Dywizja Strzelecka (ZSRR)
146 Dywizja Strzelecka (ros. 146-я стрелковая дивизия) – związek taktyczny piechoty Armii Czerwonej.
Dywizja wzięła udział w kampanii wrześniowej w składzie 37 Korpusu Strzeleckiego. W tym czasie dowódcą dywizji był kombrig Iwan Gierasimow.

## Struktura organizacyjna
W 1939
- 512 pułk strzelecki
- 608 pułk strzelecki
- 698 pułk strzelecki – mjr Garbuz
- 280 pułk artylerii lekkiej
- 486 pułk artylerii haubic – mjr Fursenko
- 433 samodzielny batalion czołgów
- 211 dywizjon przeciwpancerny
- 310 dywizjon artylerii przeciwlotniczej
- 126 batalion rozpoznawczy
- 149 batalion saperów
- 226 batalion łączności
- 171 batalion medyczno-sanitarny
- kompania przeciwchemiczna
- batalion transportowy
- piekarnia polowa
- szpital weterynaryjny
- stacja poczty polowej

## Dowódcy dywizji
- kombrig Iwan Gierasimow (był w 1939)[2]